# Loché
Ne doit pas être confondu avec Deloche, Loches, Loche ou Loch (homonymie).
Loché est une commune associée de Mâcon. La fusion-association date du 1er juillet 1972. C'est sur le territoire de ce bourg viticole qu'est implantée la gare de Mâcon-Loché-TGV.

## Géographie

Carte de la commune associée.

### Localisation

Localisation de Loché dans Mâcon.

La commune associée est située à 5 kilomètres au sud-ouest du centre de Mâcon. Territoire viticole du mâconnais, le commune appartient aux territoires des crus du Pouilly-loché et du Mâcon villages.

### Hydrographie
La Petite Grosne est le seul cours d'eau traversant Loché. Avant son intégration à Mâcon, la rivière faisait la frontière avec la préfecture de Saône-et-Loire.

### Climatologie
Climat tempéré à légère tendance continentale. Voici les valeurs climatiques de 1961 à 1990 :
| Mois                              | jan. | fév. | mars | avril | mai  | juin | jui. | août | sep. | oct. | nov. | déc. | année |
| --------------------------------- | ---- | ---- | ---- | ----- | ---- | ---- | ---- | ---- | ---- | ---- | ---- | ---- | ----- |
| Température minimale moyenne (°C) | −0,6 | 0,7  | 2,5  | 5,2   | 8,9  | 12,3 | 12,4 | 13,9 | 11,1 | 7,5  | 2,9  | 0,1  | 6,6   |
| Température moyenne (°C)          | 2,1  | 4    | 6,8  | 10    | 13,9 | 17,5 | 20,1 | 19,4 | 16,4 | 11,7 | 6    | 2,7  | 10,9  |
| Température maximale moyenne (°C) | 4,9  | 7,3  | 11,1 | 14,8  | 18,9 | 22,8 | 25,7 | 24,9 | 21,7 | 15,9 | 9,1  | 5,3  | 15,2  |
| Précipitations (mm)               | 66,3 | 60,9 | 58,7 | 69,4  | 85,9 | 74,7 | 58,1 | 77,1 | 75,7 | 71,7 | 72,7 | 70,4 | 841,4 |

### Voies de communication et transports

Axes de communication de la commune.

#### Routes
L'axe routier le plus important de la commune est sans doute l'Autoroute A6 qui relie Paris à Lyon. La route traverse l'extrême est du village et la sépare de Varennes-lès-Mâcon.
La route départementale D 89 ou route des Allemands longe la ligne ferroviaire. Venant du sud en étant passé par Vinzelles, la voie traverse le village vers le nord en direction de Prissé en passant sur les territoires de Charnay-lès-Mâcon et de Davayé. Au niveau départemental, la voie relie Crêches-sur-Saône au sud à Prissé au nord.
La route départementale D 169 passe brièvement sur le territoire au sud-est. En se déplaçant vers le nord-est, les automobilistes traversent Varennes puis le sud de Mâcon jusqu'à la zone industrielle du Stand. De l'autre sens, en direction du sud-ouest, on entre à Vinzelles et la voie se termine à la frontière entre Chânes et Saint-Vérand.

#### Chemin de fer

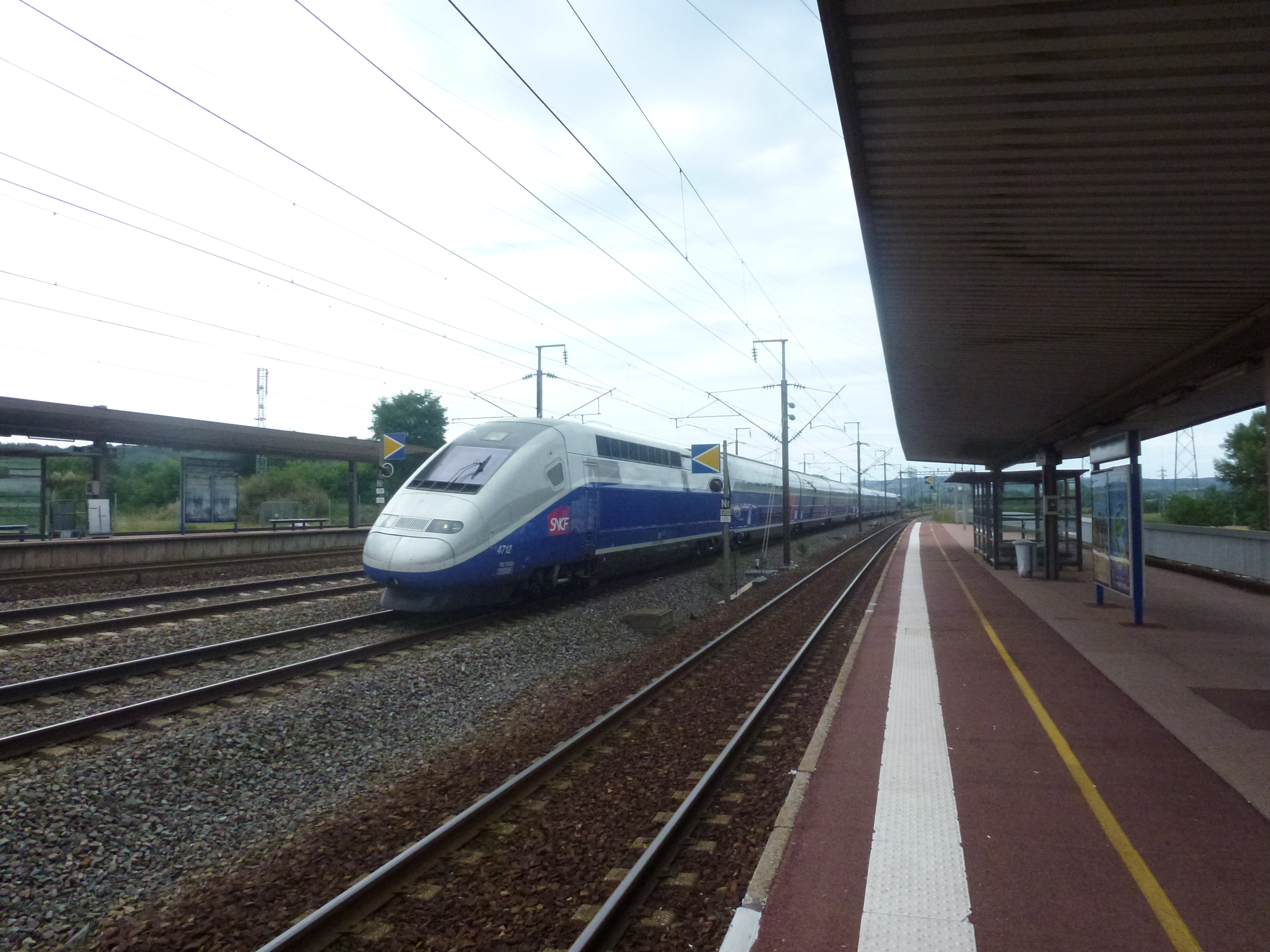
Quai de la gare de Mâcon-Loché.

La ligne LGV Sud-Est passe à l'est de Loché et relie Marseille et Lyon à Paris en passant par la gare de Mâcon-Loché inaugurée en 1981.

#### Transports urbains
Loché est desservie par le réseau de transports urbains Tréma avec le service de transport à la demande TrémA'Fil périf, assurant la desserte du bourg. Il faut ajouter la desserte de la gare de Mâcon-Loché-TGV, assurée par la ligne E de ce même réseau, ainsi que le réseau Buscéphale du conseil général de Saône-et-Loire.

## Toponymie

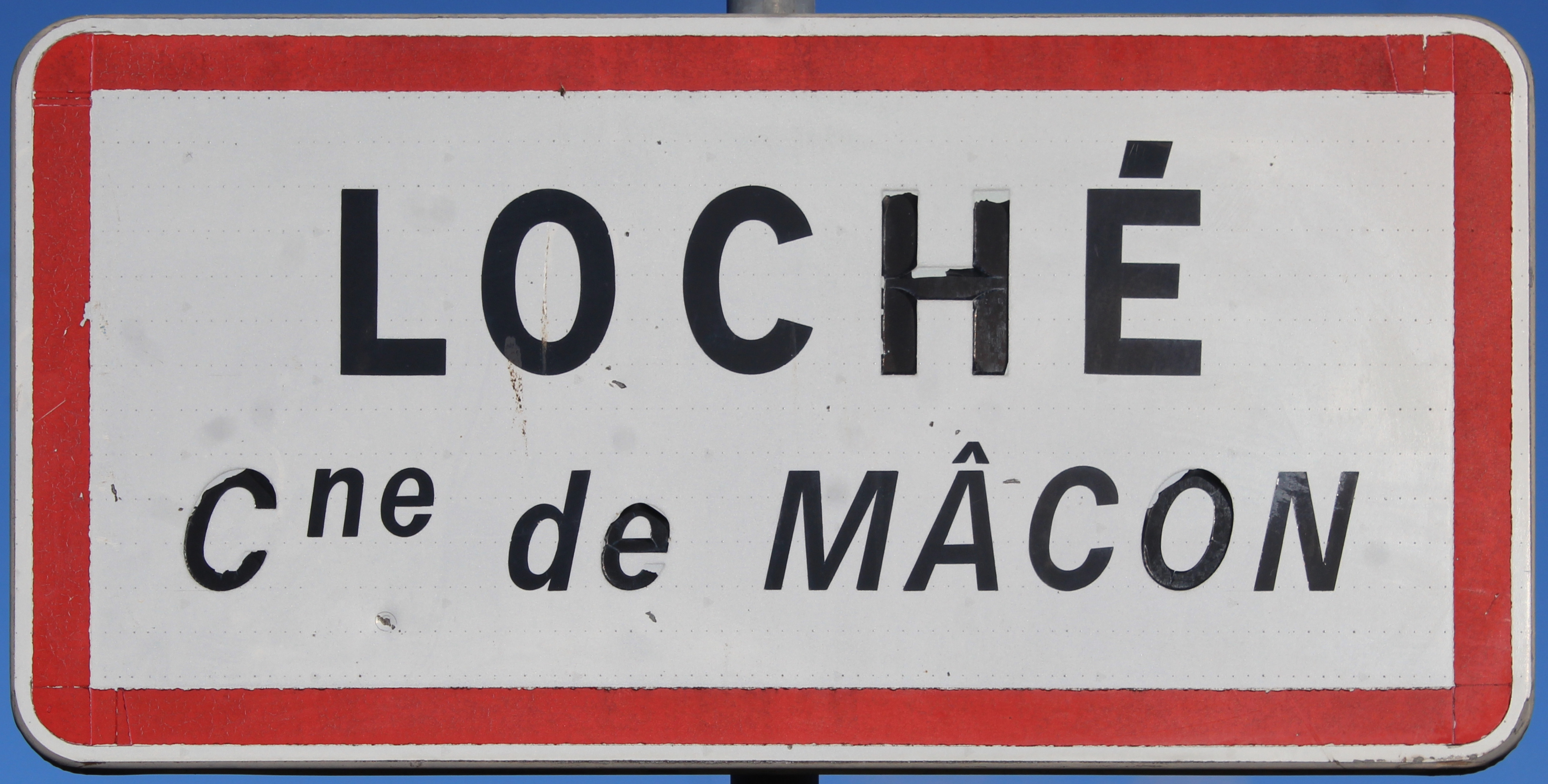
Panneau d'entrée du village.

Durant les siècles, le nom du village est attesté sous différentes formes :
- 872 : Lotchiaco
- 954 : Lochiaco
- 971 : Lothiaco
- 981 : Lopchiaco
- 991 : Lopheaco
- 1023 : Luppiaco
- 1478: Lochié
- 1543 : Loché
- 1666 : Lochés
- 1780 : Loché (ou Loches)
- 1783 : Loché

Il s'agit d'une formation toponymique gauloise ou gallo-romaine en –(i)acum, suffixe de localisation  et de propriété d'origine celtique (gauloise) qui a parfois abouti à la terminaison -é, mais principalement dans l'ouest de la France. Il est généralement précédé d'un nom de personne. Loch- parait représenter l'anthroponyme latin Loppius, voire Lupius.
Homonymie avec les différents Loché, Lochieu et Lochy de France.

## Histoire
Le 1er juillet 1972, la commune de Loché est rattachée à celle de Mâcon sous le régime de la fusion-association.
C'est sur le territoire de ce bourg viticole qu'est implantée la gare de Mâcon-Loché-TGV.

## Démographie
L'évolution du nombre d'habitants est connue à travers les recensements de la population effectués dans la commune depuis 1793. Pour les communes de moins de 10 000 habitants, une enquête de recensement portant sur toute la population est réalisée tous les cinq ans, les populations de référence des années intermédiaires étant quant à elles estimées par interpolation ou extrapolation. Pour la commune, le premier recensement exhaustif entrant dans le cadre du nouveau dispositif a été réalisé en 2004.
En 2017, la commune comptait 281 habitants, en évolution de −9,35 % par rapport à 2011 (Saône-et-Loire : −1,06 %, France hors Mayotte : +2,11 %).
| 1793 | 1800 | 1806 | 1821 | 1831 | 1836 | 1841 | 1846 | 1851 |
| ---- | ---- | ---- | ---- | ---- | ---- | ---- | ---- | ---- |
| 340  | 334  | 333  | 294  | 314  | 296  | 307  | 320  | 306  |

| 1856 | 1861 | 1866 | 1872 | 1876 | 1881 | 1886 | 1891 | 1896 |
| ---- | ---- | ---- | ---- | ---- | ---- | ---- | ---- | ---- |
| 300  | 283  | 281  | 266  | 269  | 254  | 239  | 207  | 212  |

| 1901 | 1906 | 1911 | 1921 | 1926 | 1931 | 1936 | 1946 | 1954 |
| ---- | ---- | ---- | ---- | ---- | ---- | ---- | ---- | ---- |
| 197  | 183  | 176  | 173  | 167  | 167  | 141  | 158  | 172  |

| 1962 | 1968 | 2006 | 2009 | 2014 | 2017 | - | - | - |
| ---- | ---- | ---- | ---- | ---- | ---- | - | - | - |
| 162  | 174  | 344  | 327  | 291  | 281  | - | - | - |

## Administration et politique

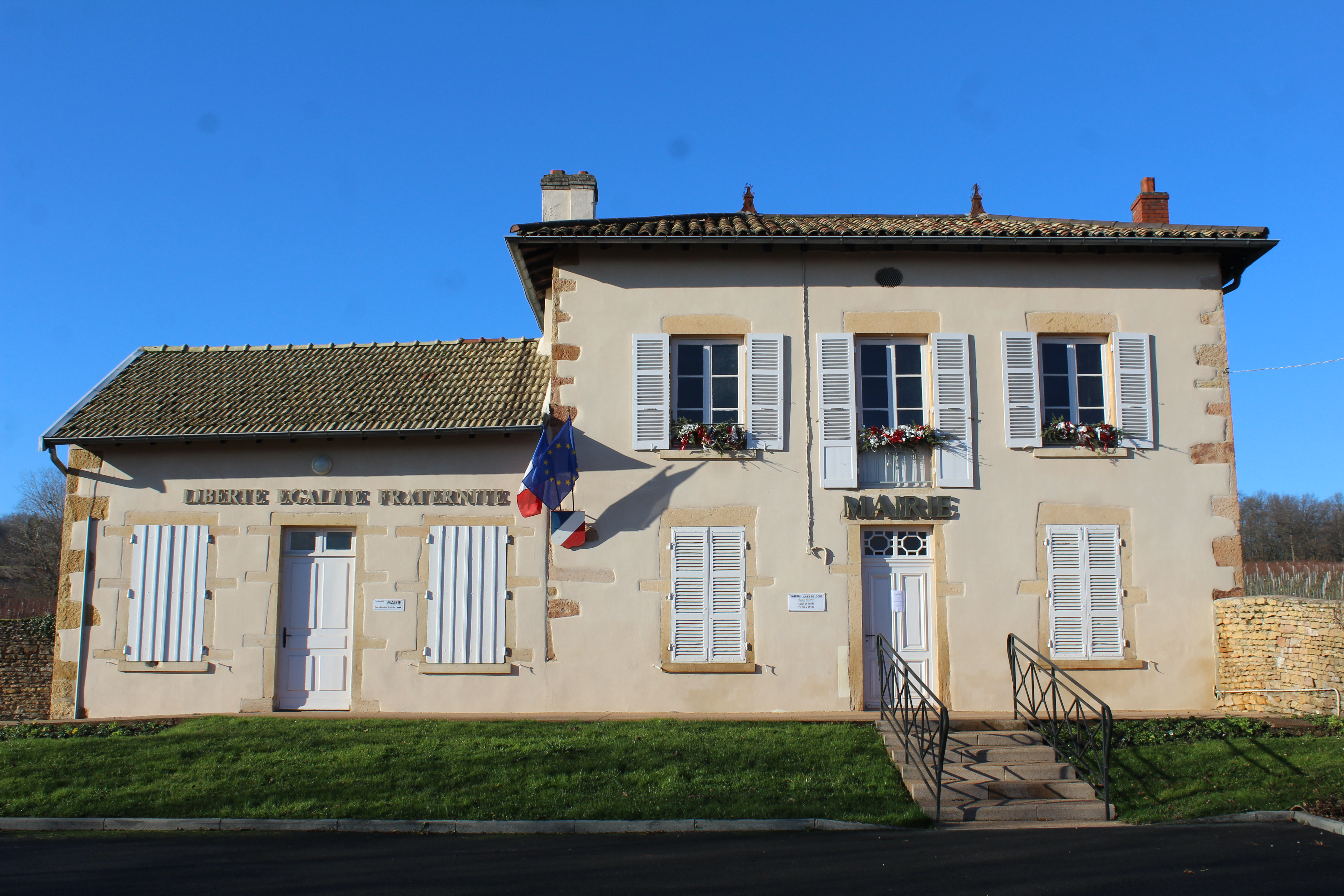
Mairie.

### Liste des maires successifs

Les vignobles du Mâconnais.

| Période | Période | Identité       | Étiquette | Qualité |
| ------- | ------- | -------------- | --------- | ------- |
| 2014    |         | Jacques Tourny |           |         |

## Culture locale et patrimoine

### Lieux et monuments
- Loché dispose d'une église, l'église Saint-Jean-l'Évangéliste, relevant de la paroisse Notre-Dame-des-Vignes en Sud-Mâconnais (La Chapelle-de-Guinchay) et construite entre le XIIe et le XIIIe siècle dans le style roman clunisien. Y est visible, entre autres, une œuvre de l'artiste Michel Bouillot : un agneau pascal ornant la coupole de la travée sous clocher[9].
- Le « Vigneroscope » (Domaine Saint-Philibert), musée réunissant une exceptionnelle collection d’instruments viticoles faisant revivre l’histoire de la vigne et du vin, jusqu'à nos jours[10].

## Culte
Église catholique : Loché appartient à l'une des sept paroisses composant le doyenné de Mâcon (doyenné relevant du diocèse d'Autun) : la paroisse Notre-Dame-des-Vignes en Sud-Mâconnais, paroisse qui a son siège à La Chapelle-de-Guinchay et qui regroupe quatorze villages du Mâconnais.